# Brigade Combat Team Modernization
Das Brigade Combat Team Modernization-Programm soll das Heer der Vereinigten Staaten umfassend modernisieren, um die bisherige aus dem Kalten Krieg stammende Ausrüstung zu ersetzen. Dies sollte ursprünglich durch das Future Combat System (FCS) geschehen, das am 23. Juni 2009 von Verteidigungsminister Robert Gates gestrichen wurde, da es seiner Meinung nach die Erfahrungen der Kriege in Afghanistan und im Irak nur unzureichend berücksichtigt.

## Capability Packages
Das Programm ist in so genannte Capability Packages eingeteilt. Diese Struktur soll Kostenüberziehungen vermeiden. Das Early Infantry Brigade Combat Team Capability Package (E-IBCT) soll bereits für das Future Combat System entwickelte Systeme der Truppe zuführen. Die Truppe wird dazu mit einem Network Integration Kit (NIK) ausgerüstet, um vernetzte Kriegsführung zu ermöglichen. Später sollen mit den Follow On Incremental Capabilities weitere Bestandteile das Global-Information-Grid-Netzwerk ergänzen.
Obwohl das Programm von seinen technischen Ansprüchen weit hinter dem Future Combat System zurückbleibt, ist sein Umfang größer angelegt: Alle 73 aktiven und der Reserve zugehörigen Brigade Combat Teams sollen die Ausrüstung erhalten, was langfristig zur Ablösung aller wichtigen Kampffahrzeuge (zum Beispiel M1 Abrams, M2 Bradley, M113) führen wird.

## Bestandteile

### E-IBCT
Diese Systeme wurden bereits für das FCS entwickelt und sind teilweise schon im Einsatz, die Auslieferung soll 2011 beginnen:
- XM156 Class I Unmanned Aerial Vehicle
- Unattended Ground Sensors
- XM1216 Small Unmanned Ground Vehicle

Zu diesen Teil des Programms gehören auch verschiedene neue Tarnanzüge. Das US-Heer testete die Multicam-Tarnanzüge in Afghanistan sowie Ghillie-Suits mit demselben Tarnmuster. Eine verbesserte Army Combat Uniform mit dem Namen Universal Camouflage Pattern - Delta wurde ebenfalls getestet; es handelte sich im Wesentlichen um eine ACU mit braunen Farbklecksen. Am 19. Februar 2010 wurde MultiCam als neues Tarnmuster des US-Heeres ausgewählt.
Das ursprünglich dazugehörige XM501 Non Line of Sight Launch System wurde nachträglich gestrichen.

### Follow On Incremental Capabilities
Die nachfolgenden Entwicklungen sollen unter anderem einen AN/PSW-2 Common Controller beinhalten. Es handelt sich dabei um eine Handheld-Konsole, mit der Infanteristen auf Komponenten des Netzwerks (SUGV, NLOS-LS) zugreifen können sollen.
Weiter sind neue Panzer geplant. Diese werden technisch weniger anspruchsvoll sein als die Manned Ground Vehicles des Future Combat Systems. Die Spezifikationen sollen im Februar 2010 bekannt gegeben werden; noch ist unklar ob eine Fahrzeugfamilie geschaffen werden soll, dies ist aber wahrscheinlich. Das erste Fahrzeug der als Ground Combat Vehicle (GCV) bezeichneten Flotte wird die Infanterie-Transportvariante sein. Es sollen so viele bereits existierende Techniken wie möglich verwendet werden, um die Ausschreibung Ende 2011 abzuschließen und die ersten Fahrzeuge 2017 auszuliefern. Bis 2018 sollen alle M113 ausgemustert werden, danach sollen die M2 Bradley an der Reihe sein. Die Stryker Armored Vehicles, der M1 Abrams und die M109 Paladin sollen vorerst modernisiert und nicht ersetzt werden. Mitte Februar kam es allerdings zu Verzögerungen, da das Fahrzeuggewicht inzwischen auf 70 Tonnen angestiegen ist. Am 25. Februar 2010 veröffentlichte das US Army TACOM Life Cycle Management Command (LCMC) die Ausschreibung. Der erste Prototyp sollte 2014 fertiggestellt sein. Unter anderem wegen des Gewichtes wurde Ende August das GCV-Programm gestrichen, und im Oktober eine neue Ausschreibung gestartet.